# Jon Faddis

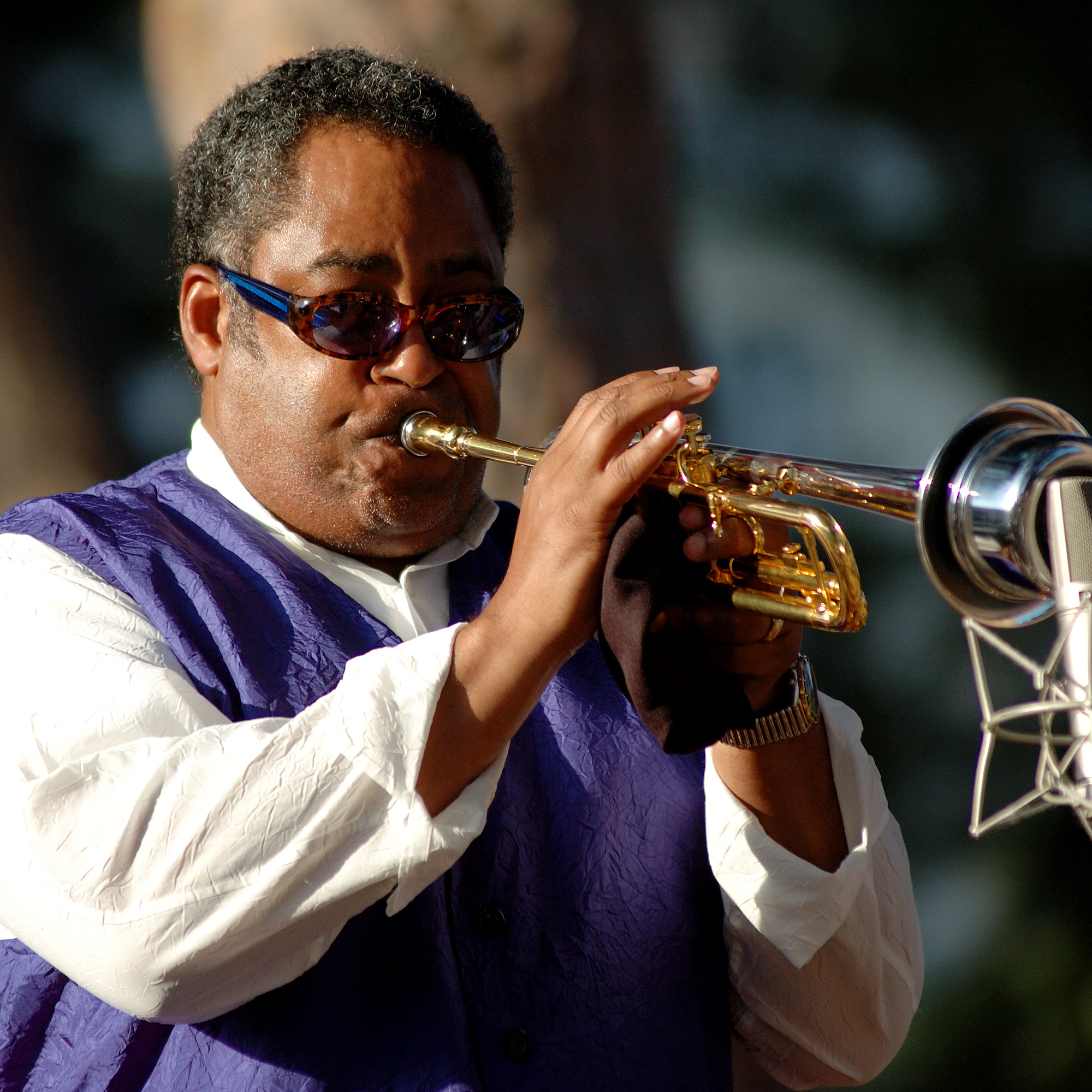
Jon Faddis im Juli 2007 beim Festival "Off" de Jazz auf Einladung des Stanford University Jazz Orchestra

Jon Faddis (* 24. Juli 1953 in Oakland, Kalifornien) ist ein US-amerikanischer Jazztrompeter, Bandleader und Komponist.
Bereits als Fünfzehnjähriger spielte Faddis in Dizzy Gillespies Combo beim Jazz Workshop in San Francisco. 1971 wurde er Solist in Lionel Hamptons Band in New York City und spielte in den Montagssessions des Thad Jones/Mel Lewis Orchestra. Im Februar 1972 debütierte er unter Charles Mingus in der New Yorker Philharmonic Hall beim Konzert Charles Mingus and Friends in Concert, wo er bei der „Little Royal Suite“ für den erkrankten Roy Eldridge einsprang, was für den 18-Jährigen den künstlerischen Durchbruch brachte. Er trat mit Mingus auch in England auf (The Lost Album from Ronnie Scott’s), außerdem  mit Sarah Vaughan in der Carnegie Hall und mit Eubie Blake auf der Annual Colorado Jazz Party auf und musizierte mit den Big Bands von Gil Evans und Count Basie.
In den Folgejahren spielte er zahlreiche Studioaufnahmen ein, mit unterschiedlichsten Musikern wie Duke Ellington, den Rolling Stones, Frank Sinatra, Kool & The Gang, Luther Vandross, Quincy Jones, Billy Joel und Stanley Clarke. Ab 1983 arbeitete er mit dem Saxofonisten Greg Osby und dem Pianisten James Williams zusammen. Von 1987 an war er Solist in Gillespies Bigband und ab 1989 in Dizzy’s United Nation Orchestra. Er ist außerdem musikalischer Direktor der Carnegie Hall Centennial Jazz Band. 1995 leitete er die The Majesty of Louis Armstrong Tour des Lincoln Center Jazz Orchestra. 1999 veröffentlichte Faddis das Grammy-nominierte Album Remembrances auf Chesky Records, das nahezu vollständig auf Balladen und anderen Werken des argentinischen Komponisten und Arrangeurs Carlos Franzetti beruhte. Im Jahre 2000 dirigierte er das San Francisco Symphony Orchestra mit Werken von Duke Ellington. 
1997 wurde auf dem American Music Theater Festival Faddis’ Jazzoper Lulu Noir (nach Frank Wedekinds Schauspiel) uraufgeführt. Neben zahlreichen Aufnahmen mit anderen Bands erschienen unter seiner Leitung und seinem Namen u. a. die Alben Hornucopia, Into the Faddisphere, Legacy, Youngblood, Good and Plenty, Oscar Peterson & Jon Faddis, Jon & Billy (mit Billy Harper) und Take Double (mit Clark Terry).